# Leucopogon cymbiformis
Leucopogon cymbiformis är en ljungväxtart som beskrevs av Allan Cunningham och Dc. Leucopogon cymbiformis ingår i släktet Leucopogon och familjen ljungväxter. Inga underarter finns listade i Catalogue of Life.